# José Domingo de Obaldía
José Domingo de Obaldia Gallegos (David, 30 de janeiro de 1845 - Cidade do Panamá, 1 de março de 1910) foi presidente do Panamá de 1 de outubro de 1908 a 1 de março de 1910 e vice-presidente na administração de Manuel Amador.
José Domingo de Obaldía foi o segundo presidente da República do Panamá e o primeiro presidente eleito pelo voto popular após a separação do Panamá da Colômbia.
Conhecido como um estrategista e gentleman da política, foi o último governador do departamento do istmo do Panamá, em 1903 e durante o primeiro governo da República, serviu como o primeiro Vice-presidente de 1904 a 1908. Quando José Domingo de Obaldía assumiu a presidência, iniciou uma política para proteger a dignidade e respeito para os interesses da nação panamenha nas relações entre Panamá e Estados Unidos, também reforçou a segurança do país a partir da promulgação do Decreto nº 18 de 26 de janeiro de 1909, pela instituição da Polícia Nacional Secreta. Além disso, criou o Distrito de Santa Maria. No campo educacional, executa o projeto de construção do Instituto Nacional do Panamá, entre outros.
Faleceu antes de terminar o seu mandato como Presidente da República do Panamá, em 1 de março de 1910.